# Muskelatrophie
Muskelatrophie oder Muskelschwund, lateinisch atrophia musculorum, auch Amyotrophie (von altgriechisch ἀ a, deutsch ‚un-‘, μῦς mŷs, deutsch ‚Muskel‘ und τροφή trophḗ, deutsch ‚Ernährung‘), ist definiert als Verringerung der Muskelmasse. Meist tritt diese Form der Atrophie auf, wenn Personen zeitweise verhindert sind, alltägliche Bewegungen auszuführen, beispielsweise bei einer Ruhigstellung nach einer Verletzung oder einem Krankenhausaufenthalt. Das Atrophieren eines Muskels geht einher mit der Muskelschwäche, da die Kraftentwicklung des Muskels unmittelbar mit seiner Masse zusammenhängt. In der modernen Medizin kam man zu der Einsicht, dass Patienten aufgrund des schnellen Einsetzens der Muskelatrophie bei Inaktivität, trotz erst kürzlich erfolgter Behandlung, möglichst schnell körperlich aktiv werden sollten.
Muskelatrophie tritt auch als Begleiterscheinung mehrerer Krankheiten, wie Krebs, AIDS, kongestiver Herzinsuffizienz, chronischer Lungenerkrankungen, Nierenversagen und schwerwiegenden Verbrennungen auf. Für Patienten, welche neben diesen Erkrankungen zusätzlich unter Kachexie leiden, sinken die Überlebenschancen drastisch. Außerdem führt Mangelernährung letztlich zur Muskelatrophie.
Die gänzliche Inaktivität von Muskeln, wie sie bei mehrtägiger Ruhigstellung von Muskelgewebe – beispielsweise nach einem Knochenbruch (Gipsverband) – vorkommt, führt zu einer besonders schnellen Inaktivitätsatrophie. Diese so gering wie möglich zu halten, ist eine Hauptaufgabe von Physiotherapeuten, welche in Zusammenarbeit mit Krankenhäusern und Orthopäden sind. Bei Knochenbruchpatienten mit einer Beinruhigstellung von drei Wochen, wird die Atrophie der Rücken- und Gesäßmuskulatur während der Rehabilitation so fortgeschritten sein, dass selbst das Sitzen ohne Hilfestellung deutlich schwerer fällt und darüber hinaus Schmerzen, Stress und Anstrengung verursacht, sogar nach nur einer kurzen Phase von zehn Minuten.
Neurogene Atrophie hat einen ähnlichen Effekt. Schäden an Nerven, welche den Muskel stimulieren, führen zu dieser Form der Atrophie und verursachen eine Verkümmerung an einer ansonsten gesunden Extremität. Des Weiteren werden Muskeln in der Schwerelosigkeit nach einer bestimmten Zeit ohne Training atrophieren. Dies liegt teilweise an der geringeren Anstrengung, welche aufgewendet werden muss, um sich zu bewegen.

## Symptome
Fallen alltägliche Bewegungen, wie das Gehen, Treppensteigen, Fahrradfahren oder einfache Hausarbeiten schwerer als gewohnt, kann dies als Folge auf eine mangelnde oder ausbleibende Beanspruchung zuvor zurückzuführen sein. Mit der Dauer der Inaktivitätsphase steigt das Risiko, bei solchen einfachen Bewegungen zu fallen oder falsche Bewegungen auszuführen und sich zusätzliche Verletzungen zuzufügen. Eine besonders bedrohte Gesellschaftsgruppe sind ältere Menschen.

## Ursachen
Die Muskelatrophie kann unterschiedlich verursacht sein:
- Alter;
- Unterernährung;
- Inaktivität (bspw. wegen chronischer (Gelenk-, Rücken-)Schmerzen[1] oder therapeutischer Immobilität, z. B. durch einen Gipsverband);
- Störung des Muskelstoffwechsels;
- Neuromuskuläre Erkrankungen: Ausfall derjenigen Nerven, die Muskeln ansprechen; diese Erkrankungen sind oftmals genetisch bedingt (Muskeldystrophien);
- Autoimmunerkrankungen – Polymyositis, Dermatomyositis, sporadische und hereditäre Einschlusskörpermyositis, Interstitielle Myositis.
- Andere verzehrende Krankheiten wie HIV / Aids und Krebs (Kachexie)
- Unerwünschte Arzneimittelwirkungen (Bspw. Levofloxacin)

Durch die verminderte Kraft der Muskeln (Muskelhypotonie) können bereits bei geringer Beanspruchung Schmerzen auftreten.

## Diagnose

### Quantitätsbestimmung
Durch Computertomographie kann Muskelgewebe von anderem Gewebe unterschieden werden und somit der Muskelanteil im Körper bestimmt werden.
Schneller Verlust von Muskelgewebe kann anhand der Menge Harnstoff im Urin erkannt werden. Der äquivalente Stickstoffgehalt (in Gramm) des Harnstoff (in mmol) kann durch den Umrechnungsfaktor 0,028 g/mmol geschätzt werden. Des Weiteren entspricht 1 Gramm Stickstoff in etwa 6 Gramm Protein und 1 Gramm Protein entspricht in etwa 4 Gramm Muskelgewebe. Dementsprechend entspräche 1 mmol Stickstoff im Urin (gemessen anhand des Urinvolumens in Liter multipliziert mit der Harnstoffkonzentration in mmol/l) einem Muskelverlust von 0,67 Gramm.

### Differentialdiagnose
Mit zunehmendem Alter sinkt die Fähigkeit Skelettmuskelfunktion und -masse aufrechtzuerhalten schrittweise. Die genaue Ursache dieses Zustandes, welcher „Sarkopenie“ genannt wird, ist bisher unbekannt. Sarkopenie könnte aber mit einer Kombination aus sukzessivem Ausfall der „Satellitenzellen“, welche für die Regeneration von Skelettmuskelfasern zuständig sind, und einer verringerten Sensibilität für Wachstumsfaktoren, welche für die Instandhaltung von Muskelmasse und das Überleben von Satellitenzellen benötigt werden, zusammenhängen.
Neben dem einfachen Verlust von Muskelmasse (Atrophie) und der altersabhängigen Verringerung von Muskelfunktion (Sarkopenie), gibt es andere Krankheiten, welche durch strukturelle Defekte im Muskel (Muskelschwund) oder durch entzündliche Reaktionen des Körpers gegen den Muskel (Myopathien) hervorgerufen werden können.

## Winterschlaf
Inaktivität und Mangelernährung führen bei Säugetieren zur Atrophie der Skelettmuskulatur. Hinzu kommen eine kleinere Anzahl und Größe der Muskelzellen sowie ein kleinerer Proteingehalt. Bei Menschen führen längere Phasen der Immobilisation, zum Beispiel durch Bettruhe oder Schwerelosigkeit, zur Muskelschwächung und Atrophie. Solche Folgen wurden auch bei kleinen Säugetieren im Winterschlaf, wie dem Goldmantelziesel und den Fledermäusen, beobachtet.
Bären sind eine Ausnahme dieser Regel; Arten der Familie der Ursidae sind bekannt für ihre Fähigkeit, mittels Winterschlaf lange Perioden in widrigen Umweltbedingungen mit niedrigen Temperaturen und begrenzter Nahrungsverfügbarkeit zu überleben. Während dieser Zeit durchwandern Bären verschiedene psychologische, morphologische und verhaltensbedingte Veränderungen. Ihre Fähigkeit, Skelettmuskelanzahl und -größe in einer Zeit der Inaktivität aufrechtzuerhalten, ist von signifikanter Wichtigkeit.
Während des Winterschlafs können Bären vier bis sieben Monate der Inaktivität und fehlenden Nahrungsaufnahme ohne Muskelatrophie und Proteinverlust aushalten. Es gibt einige wenige bekannte Faktoren, welche die Aufrechterhaltung von Muskelgewebe begünstigen. Während der Sommermonate nutzen Bären die Verfügbarkeit von Nahrung und akkumulieren Muskelprotein. In der Untätigkeit in den Wintermonaten wird die Proteinbalance durch eine geringere Proteinaufspaltung aufrechterhalten. In Zeiten der Unbeweglichkeit wird der Muskelabbau der Bären auch von einem proteolytischen Inhibitor unterdrückt, der im Kreislauf freigesetzt wird. Ein weiterer Faktor, der zur Aufrechterhaltung von Muskelkraft der Bären im Winterschlaf beiträgt, ist das Auftreten von periodischen freiwilligen und unfreiwilligen Kontraktionen durch das Zittern während des Torpors. Die drei bis vier täglichen Phasen der Muskelaktivität sind mitverantwortlich für die Erhaltung der Muskelkraft und Reaktionsfähigkeit im Winterschlaf der Bären.